# Hans Salinas
Hans Francisco Salinas Flores (* 23. April 1990 in El Salvador) ist ein chilenischer Fußballspieler auf der Position eines linken Außenverteidigers.

## Karriere
Hans Salinas debütierte 2008 im Profifußball beim CD Cobresal und avancierte schnell zum Stammspieler. Nach sieben Jahren beim Wüstenklub wechselte er zu Universidad de Concepción, wo er die Copa Chile 2014/15 gewann. Mitte 2016 ging er in die Primera B zu Deportes La Serena, kehrte aber nach einer Saison in die Primera División zurück, als er bei Deportes Iquique unterschrieb. Mit den hellblauen Drachen stieg er in der Saison 2020 ab, schaffte aber 2023 den Wiederaufstieg und wurde zum Kapitän des Teams ernannt.

## Erfolge
Universidad de Concepción
- Chilenischer Pokalsieger: 2014/15